# Fliegerhorst Schleswig

i7
i11
i13

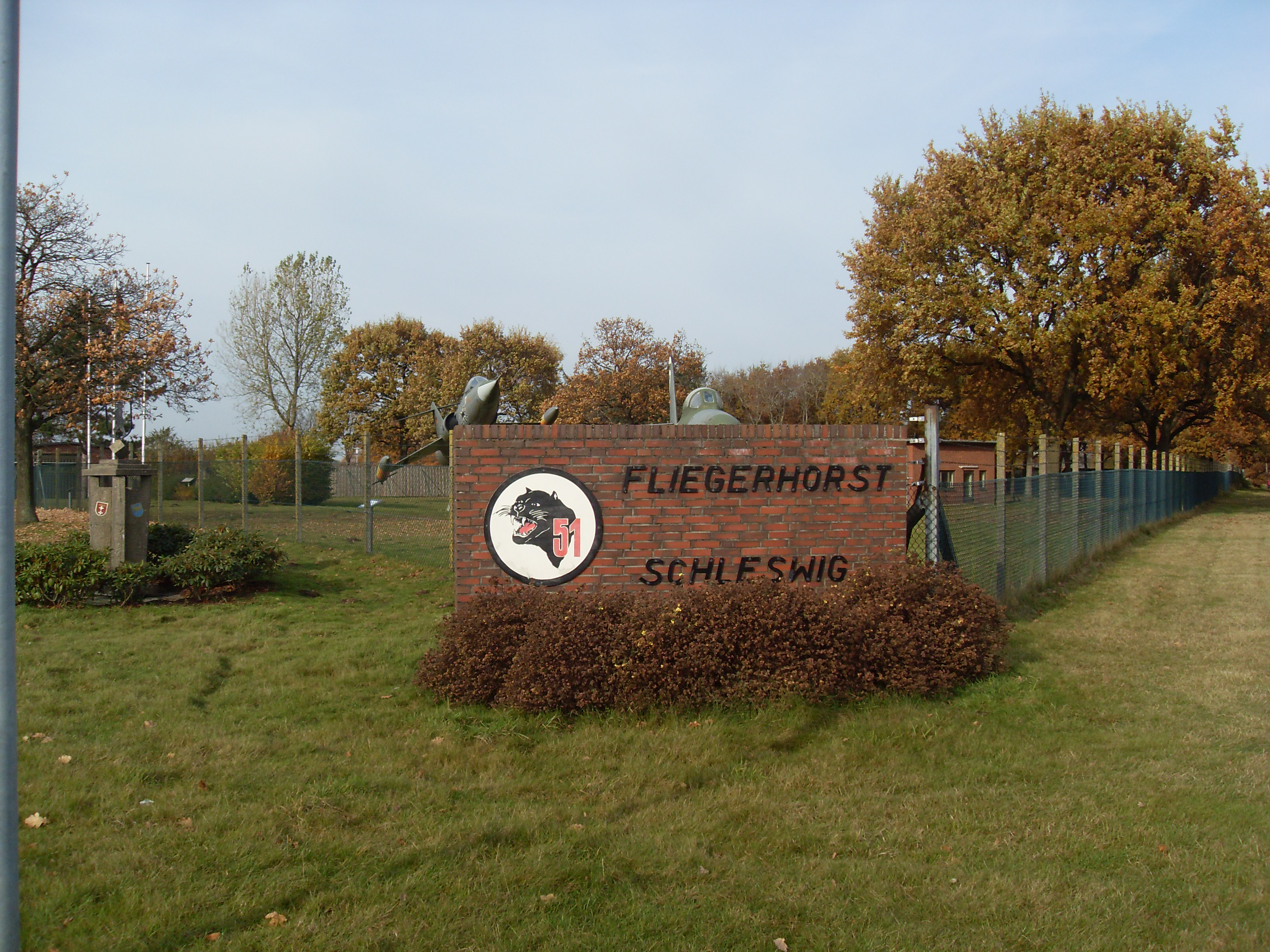

Der Fliegerhorst Schleswig (auch Schleswig-Jagel; von 1948 bis 1958 RAF Schleswigland, IATA-Code: WBG, ICAO-Code: ETNS) ist ein militärischer Flugplatz auf dem Gebiet der Gemeinden Jagel und Klein Rheide in der Nähe der Stadt Schleswig in Schleswig-Holstein. Er wird derzeit vom Taktischen Luftwaffengeschwader 51 „Immelmann“ der Luftwaffe der Bundeswehr genutzt.

## Geschichte
Der Fliegerhorst in Jagel wurde 1916 gegründet und wird seither militärisch genutzt. Von Oktober 1944 bis Februar 1945 flog die III./Kampfgeschwader 53 von hier ihre Angriffe gegen London und Manchester mit V1-Waffen.
Die folgende Tabelle zeigt eine Auflistung ausgesuchter fliegender aktiver Einheiten (ohne Schul- und Ergänzungsverbände) der Luftwaffe der Wehrmacht, die hier zwischen 1939 und 1945 stationiert waren.
| Von            | Bis           | Einheit                                          | Ausrüstung                                           |
| -------------- | ------------- | ------------------------------------------------ | ---------------------------------------------------- |
| September 1939 | April 1940    | I./KG 26 (I. Gruppe des Kampfgeschwaders 26)     | Heinkel He 111H                                      |
| Oktober 1939   | Oktober 1939  | II./ZG 1 (II. Gruppe des Zerstörergeschwaders 1) | Messerschmitt Bf 109E                                |
| November 1939  | April 1940    | I./LG 1 (I. Gruppe des Lehrgeschwaders 1)        | Heinkel He 111H                                      |
| April 1940     | April 1940    | Stab, II./LG 1                                   | Junkers Ju 88A                                       |
| April 1940     | April 1940    | Kampfgruppe 100                                  | Heinkel He 111H                                      |
| September 1941 | März 1944     | II./NJG 3                                        | Messerschmitt Bf 110, Dornier Do 217, Junkers Ju 88C |
| August 1944    | Dezember 1944 | I./NJG 3                                         | Messerschmitt Bf 110G-4                              |
| Oktober 1944   | Februar 1945  | 8./KG 53 (8. Staffel des Kampfgeschwaders 53)    | Heinkel He 111H-16                                   |
| März 1945      | Mai 1945      | Stab, I., III./NJG 2                             | Junkers Ju 88G                                       |

Am 6. Mai 1945 übernahm die British Air Force of Occupation den Platz, den die Alliierten zunächst als Airfield B.164 bezeichneten. Im Sommer 1945 lagen hier zunächst noch Typhoon IB-Jagdbomber des 121st Wing (Geschwader).

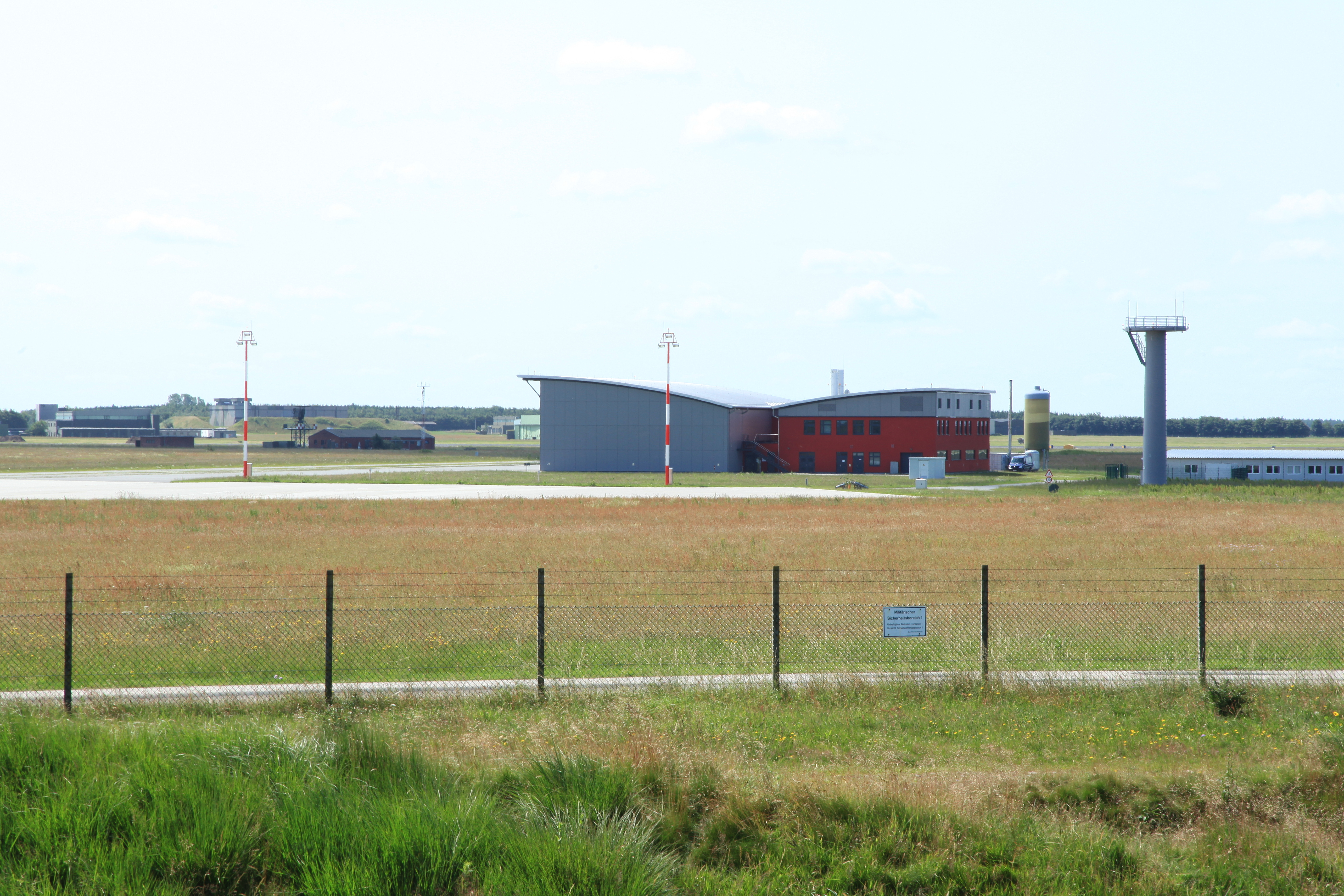
Flugplatzgebäude, im Hintergrund sind einige Hardened Aircraft Shelter zu erkennen

Im Februar 1948 wurde der Platz als RAF Schleswigland wieder aktiviert und diente zunächst als Trainingsplatz für Transportflieger anderer Stationen. Die Berliner Luftbrücke (RAF-Codename Operation Plainfare) fand ab Herbst 1948 auch ab RAF Schleswigland statt. Während der Luftbrücke wurden ab dem 1. November 1948 in RAF Schleswigland Transportflugzeuge des Typs Handley Page Hastings der No.47 Sqn stationiert, welche ab dem 11. November die Flüge nach Berlin aufnahmen. Später folgten auch die No.53 Sqn und die No.297 Sqn. Auch zivile Betreiber operierten von RAF Schleswigland im Rahmen der Luftbrücke nach Berlin. Darunter war als erstes die Firma Lancashire Aircraft Corp. ab dem 24. November 1948 mit zum Transport von Treibstoff umgebauten Handley Page Halifax (H.P.70 Halton). Ab dem 25. Januar 1949 startete British American Air Services mit H.P.70 Halton, gefolgt von Scottish Airlines ab dem 19. Februar 1949 mit Consolidated B-24. Des Weiteren operierte auch Westminster Airways mit H.P.70 Halton. Der letzte Flug nach Berlin von RAF Schleswigland aus fand am 6. Oktober 1949 statt, der auch das Ende von Operation Plainfare markierte.
In den 1950er Jahren waren in RAF Schleswigland das 2. TTF mit Zielschleppflugzeugen des Typs de Havilland DH.98 Mosquito TT.35 (Target Tug) stationiert. Am 1. Mai 1958 schloss die Royal Air Force schließlich den Standort und übergab ihn vollständig an das deutsche Militär.

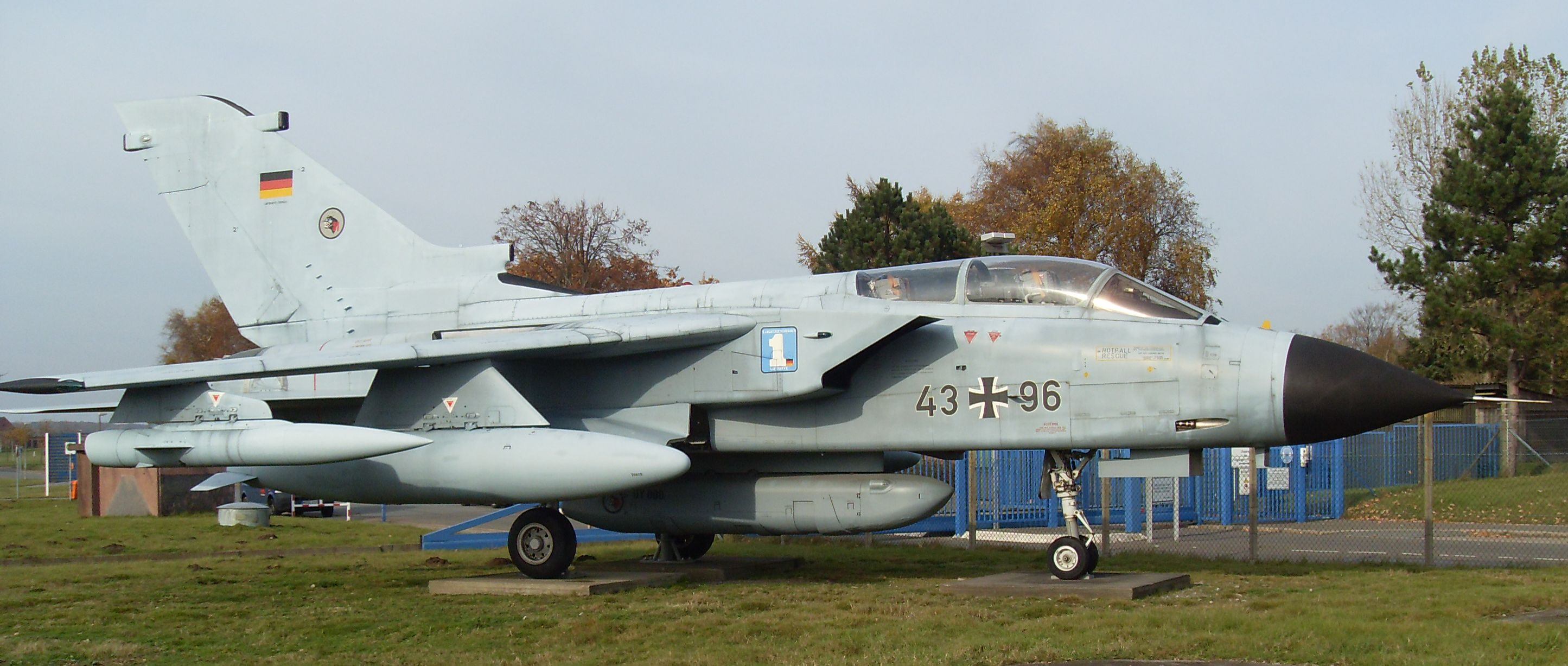
Tornado am Eingang zum Fliegerhorst Schleswig

Im Kalten Krieg beheimatete der Fliegerhorst in Jagel das Marinefliegergeschwader 1, das jahrelang mit Hawker Sea Hawk, F-104 Starfighter und später mit Tornado IDS ausgestattet war. Am 1. Januar 1994 wurde das Geschwader als Aufklärungsgeschwader 51 „Immelmann“ (seit 1. Oktober 2013 Taktisches Luftwaffengeschwader 51 „Immelmann“) in die Luftwaffe überführt. In den Jahren 2004 und 2014 fand hier das jährliche NATO Tiger Meet statt.

### Air Defender 23

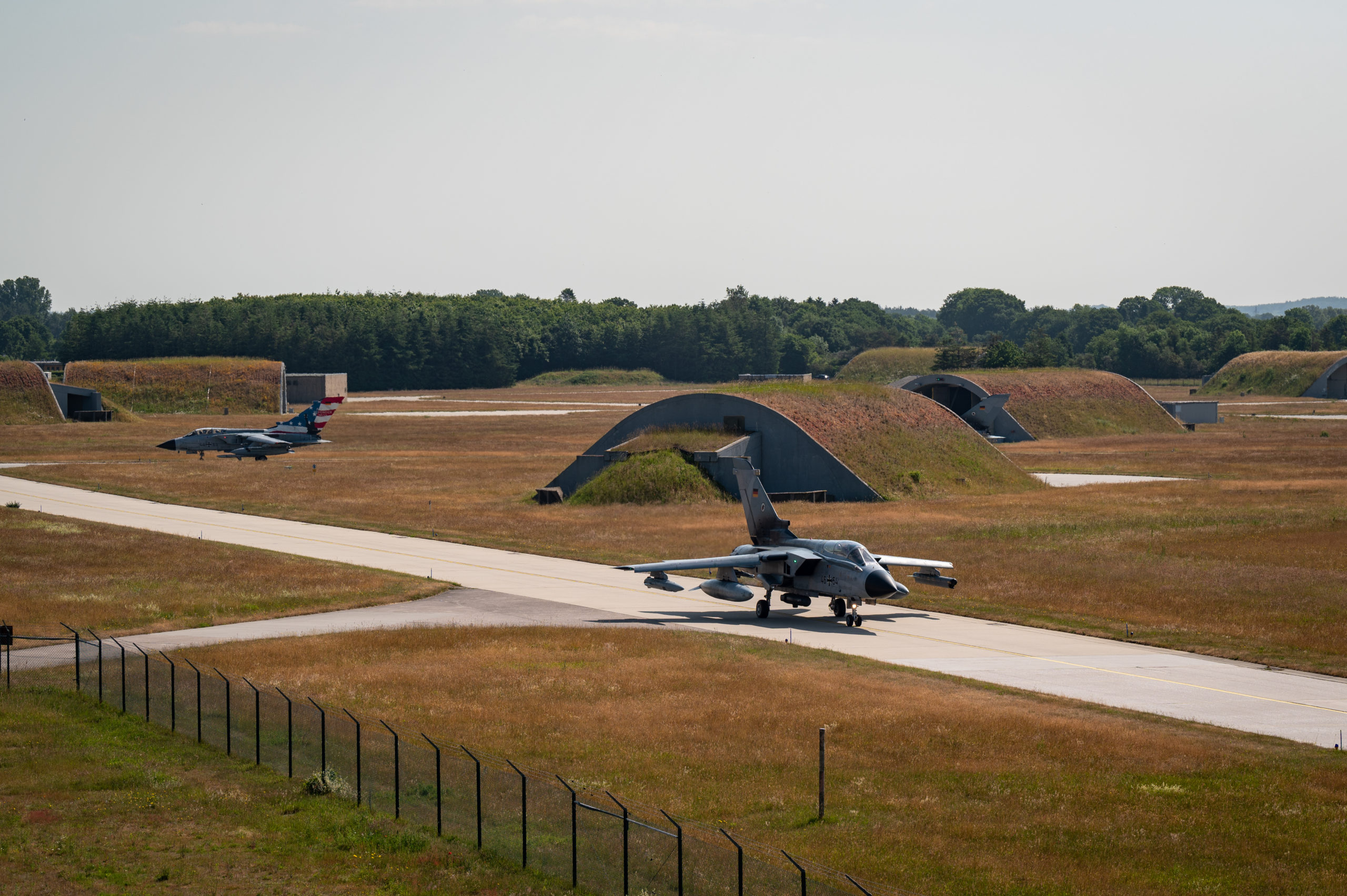
Tornados der Luftwaffe auf dem Fliegerhorst Schleswig am 12. Juni 2023

Vom 12. Juni bis zum 23. Juni 2023 war der Flugplatz Teil des Großmanövers Air Defender 23. Die Übung war die größte von Luftstreitkräften seit Bestehen der NATO.

### Nato Tiger Meet 2024
Vom 3. Juni bis zum 13. Juni 2024 war der Flugplatz Gastgeber der Nato Übung Tiger Meet 24.

## Zwischenfälle
- Am 1. April 1949 (vermutlich in der Nacht vom 31. März zum 1. April) kam es mit einer im Rahmen der Berliner Luftbrücke vom Flugplatz Berlin-Gatow kommenden Handley Page Halifax C.8 der britischen Westminster Airways (Luftfahrzeugkennzeichen G-AHDL) auf dem Militärflugplatz Schleswigland zu einer Bruchlandung. Alle drei Besatzungsmitglieder überlebten unverletzt. Das Flugzeug wurde zum Totalschaden.[4]

- Am 6. April 1949 fing eine Handley Page Hastings C.1 der Royal Air Force (TG534) auf dem Militärflugplatz Schleswigland beim Anlassen der Triebwerke Feuer. Die Maschine war für die Berliner Luftbrücke im Einsatz. Als Ursache wurde eine Treibstoffleckage festgestellt. Die Besatzung blieb unverletzt, das Flugzeug wurde zerstört.[5][6]

## Fortbestand
Eine zivile Mitbenutzung des Flugplatzes war frühestens ab dem Jahr 2011 geplant. Es sollte zivil-gewerblicher Flugverkehr mit den Schwerpunkten Charter- und Billigflüge durchgeführt werden. In geringerem Umfang waren Linienflugverkehre und Bedarfsflugverkehre geplant. Dazu wurde im Oktober 2005 ein Vorvertrag zwischen der Bundesrepublik Deutschland und der AIRGATE SH GmbH & Co. KG unterzeichnet. Nach langen ergebnislosen Verhandlungen mit militärischen und zivilen Stellen wurde letztlich die Löschung der Fa. Airgate aus dem Handelsregister beantragt. Eine zivile Nutzung scheint es somit in absehbarer Zeit nicht zu geben. Ein Umzug der am Fliegerhorst Hohn ansässigen GFD GmbH ist ungewiss.
Schleswig ist Standort für die Ausbildung von Tornado-Piloten. Der erste Lehrgang startete am 24. April 2017. Bislang erfolgte die Ausbildung im US-Bundesstaat New Mexico. Dort standen etwa 260 Stunden Theorie, 75 Simulatorstunden und rund 50 Übungsflüge für die angehenden Tornado-Piloten und Waffensystemoffiziere auf dem Programm. Auf dem Flugplatz Schleswig wird es nach Luftwaffen-Angaben ähnlich sein. Im Jahr 2018 wurden größere Verzögerungen in der Ausbildung bekannt, die vor allem auf das deutlich schlechtere Wetter und Personalmangel im Bereich der Fluglehrer zurückzuführen sind.

## Sonstiges
Auf der nahe liegenden Bundesautobahn 7 befand sich ein Autobahn-Behelfsflugplatz. Er war dadurch zu erkennen, dass der Mittelstreifen nicht begrünt, sondern asphaltiert war. Spätestens 2020 wurde diese Strecke und die Infrastruktur auf den nebenliegenden Parkplätzen komplett zurückgebaut.